# Yun Young-Sook
Yun Young-Sook (n. 10 septembrie 1971) este o arcașă ce a reprezentat Coreea de Sud, medaliată olimpică. A participat la o ediție a Jocurilor Olimpice (1988) în care a câștigat o medalie de aur și o medalie de bronz.

## Participări
Lista de mai jos prezintă principalele competiții la care a participat Yun Young-Sook de-a lungul carierei.
- archery at the 1988 Summer Olympics – women's team[*]